# Miller (Oregon)
Miller az Amerikai Egyesült Államok északnyugati részén, Oregon állam Sherman megyéjében elhelyezkedő kísértetváros.
Az 1860-ban alapított település névadója Thomas Jefferson Miller.

## Fordítás
- Ez a szócikk részben vagy egészben  a   Miller, Oregon című angol Wikipédia-szócikk ezen változatának fordításán alapul.  Az eredeti cikk szerkesztőit annak laptörténete sorolja fel. Ez a jelzés csupán a megfogalmazás eredetét és a szerzői jogokat jelzi, nem szolgál a cikkben szereplő információk forrásmegjelöléseként.